# Willi Klein
Willibald „Willi“ Klein (* 18. Februar 1927 in Oberstdorf; † 6. November 1997 in Las Palmas de Gran Canaria) war ein deutscher Skirennläufer.
Klein, der aufgrund seiner Beweglichkeit den Spitznamen „Gummi“ trug, erreichte seinen ersten großen Erfolg, als er 1950 den deutschen Meistertitel im Slalom errang. Dies war das erste Mal, dass ein Sportler aus Oberstdorf und überhaupt aus dem Allgäu diesen Titel gewann. Mit zwei weiteren Erfolgen bei deutschen Meisterschaften – 1952 siegte er sowohl in der Abfahrt als auch in der Kombination – ist Klein bis heute einer der erfolgreichsten Sportler des SC Oberstdorf.
1952 durften deutsche Sportler erstmals nach dem Zweiten Weltkrieg wieder an Olympischen Spielen teilnehmen und Willi Klein konnte in Oslo sowohl im Abfahrtslauf als auch im Slalom den sechzehnten Platz belegen. Im Riesenslalom verpasste er als 32. des ersten Durchgangs die Qualifikation für den Finallauf. Die Olympischen Spiele stellten den letzten Höhepunkt in Kleins Karriere dar. Nach der aktiven Laufbahn übernahm er eine Oberstdorfer Firma, die Heizungen und sanitäre Anlagen herstellte, und starb schließlich im Herbst 1997, als er auf Gran Canaria einen Golfurlaub verbrachte.